# Horodok (Riwne)
Horodok (ukrainisch Городок; russisch Городок Gorodok, polnisch Gródek) ist ein Dorf und das administrative Zentrum der gleichnamigen Landratsgemeinde in der ukrainischen Oblast Riwne mit etwa 2700 Einwohnern (2004).

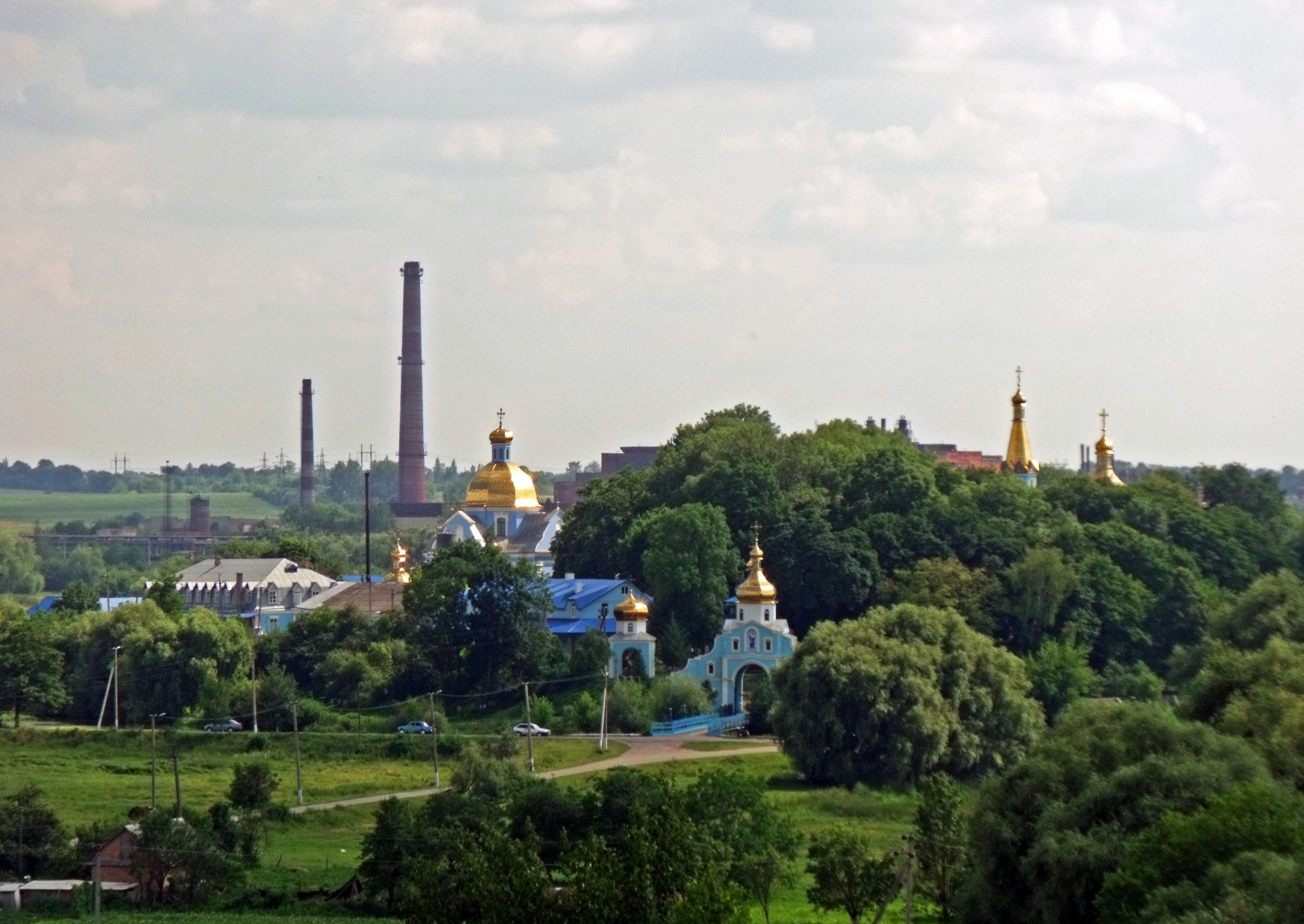
Blick auf das Kloster im Ort

Das erstmals am 9. Juli 1463 schriftlich erwähnte Dorf liegt im Rajon Riwne am Ufer der Ustja (Устя), einem 68 km langen, linken Nebenfluss der Horyn.
Am Dorf vorbei führt die Fernstraße N 22, die nach 12 km in südöstlicher Richtung das Oblast- und Rajonzentrum Riwne erreicht.
Im Ort lebte die meiste Zeit seines Lebens der Russlanddeutsche Wissenschaftler und Politiker Theodor Steinheil (1870–1946).
Im Dorf befinden sich ein Kloster und einige Fabriken.

## Verwaltungsgliederung
Am 12. Juni 2020 wurde das Dorf zum Zentrum der neugegründeten Landgemeinde Horodok (Городоцька сільська громада Horodozka silska hromada). Zu dieser zählen noch die 11 in der untenstehenden Tabelle aufgelisteten Dörfer, bis dahin bildete es zusammen mit den Dörfern Karajewytschi, Karpyliwka, Metkiw, Mychajliwka, Ponebel und Rubtsche die Landratsgemeinde Horodok (Городоцька сільська рада/Horodozka silska rada) im Zentrum des Rajons Riwne.
Folgende Orte sind neben dem Hauptort Horodok Teil der Gemeinde:
| Name                     | Name             | Name                                  | Name             | Name |
| ukrainisch transkribiert | ukrainisch       | russisch                              | polnisch         |      |
| ------------------------ | ---------------- | ------------------------------------- | ---------------- | ---- |
| Biliwski Chutory         | Білівські Хутори | Белевские Хутора (Belewskije Chutora) | Futor Bielowskie |      |
| Bronnyky                 | Бронники         | Бронники (Bronniki)                   | Broniki          |      |
| Karajewytschi            | Караєвичі        | Караевичи (Krajewitschi)              | Karajewicze      |      |
| Karpyliwka               | Карпилівка       | Карпиловка (Karpilowka)               | Korpiłówka       |      |
| Metkiw                   | Метків           | Метков (Metkow)                       | Metków           |      |
| Mychajliwka              | Михайлівка       | Михайловка (Michailowka)              | Michałówka       |      |
| Obariw                   | Обарів           | Обаров (Obarow)                       | Obarów           |      |
| Ponebel                  | Понебель         | Понебель                              | Ponebel          |      |
| Rohatschiw               | Рогачів          | Рогачов (Rogatschow)                  | Rohaczów         |      |
| Rubtsche                 | Рубче            | Рубче                                 | Rubcze           |      |
| Stawky                   | Ставки           | Ставки (Stawki)                       | Stawki           |      |

## Persönlichkeiten
- Wolodymyr Oskilko (1892–1926), ukrainischer General und Putschist